# Vitamin
Pour les articles homonymes, voir Vitamine (homonymie).
Vitamin (비타민) est un manhwa de Yeo Ho-kyung en seize volumes publiés en Corée du Sud aux éditions Daiwon et en français en intégralité chez Saphira.

## Résumé
Le récit aborde le quotidien d'une collégienne ordinaire et les petits tracas qui accompagnent cet âge.